# Nicolas-Félix Adam
Nicolas-Félix Adam (Parigi, 1707 – Parigi, 19 luglio 1759) è stato uno scultore francese.

## Biografia
Fu padre di Jacques-Félix Adam e fratello di Jean e Jean-Baptiste Adam; questi ultimi due in realtà sono considerati dal Benezit un'unica persona. Fu direttore dell'Académie de Saint-Luc. Non ci sono opere certamente attribuibili a lui.